# Queyran
 (mars 2022).
Si vous disposez d'ouvrages ou d'articles de référence ou si vous connaissez des sites web de qualité traitant du thème abordé ici, merci de compléter l'article en donnant les références utiles à sa vérifiabilité et en les liant à la section « Notes et références ».
Le Queyran est un pays au centre de la Gascogne et à l'ouest du département de Lot-et-Garonne (région Nouvelle-Aquitaine). Situé sur la rive gauche de la Garonne et centré sur Casteljaloux, il est compris entre :
- le Bazadais à l'ouest ;
- la Garonne au nord ;
- le pays d'Albret à l'est ;
- le pays de Lugues (Landes de Gascogne) au sud.

Le Queyran est aujourd'hui dans l'aire d'influence de Marmande, concrétisée par le Pays Val de Garonne-Gascogne.
Aujourd'hui seule la petite commune de Villefranche-du-Queyran et une aire de repos (ancienne aire de service) sur l'autoroute A62 rappellent officiellement l'existence de ce petit pays.